# Barbata (Colzate)
Barbata [baɾˈbaːta] (Barbàda [baɾˈbada] in dialetto bergamasco) è una frazione del comune di Colzate posta a un'altezza di circa 900 m s.l.m. sulle propaggini orientali del monte Cavlera, nei pressi dello spartiacque con la val del Riso e vicina all'altra frazione di Bondo. Gli abitanti stabili sono 10. 
Al termine della strada che percorre la località è situata la chiesa della Madonna della Mercede, sussidiaria della parrocchia di Bondo, e un piccolo nucleo abitato solo nel periodo estivo.

## Storia

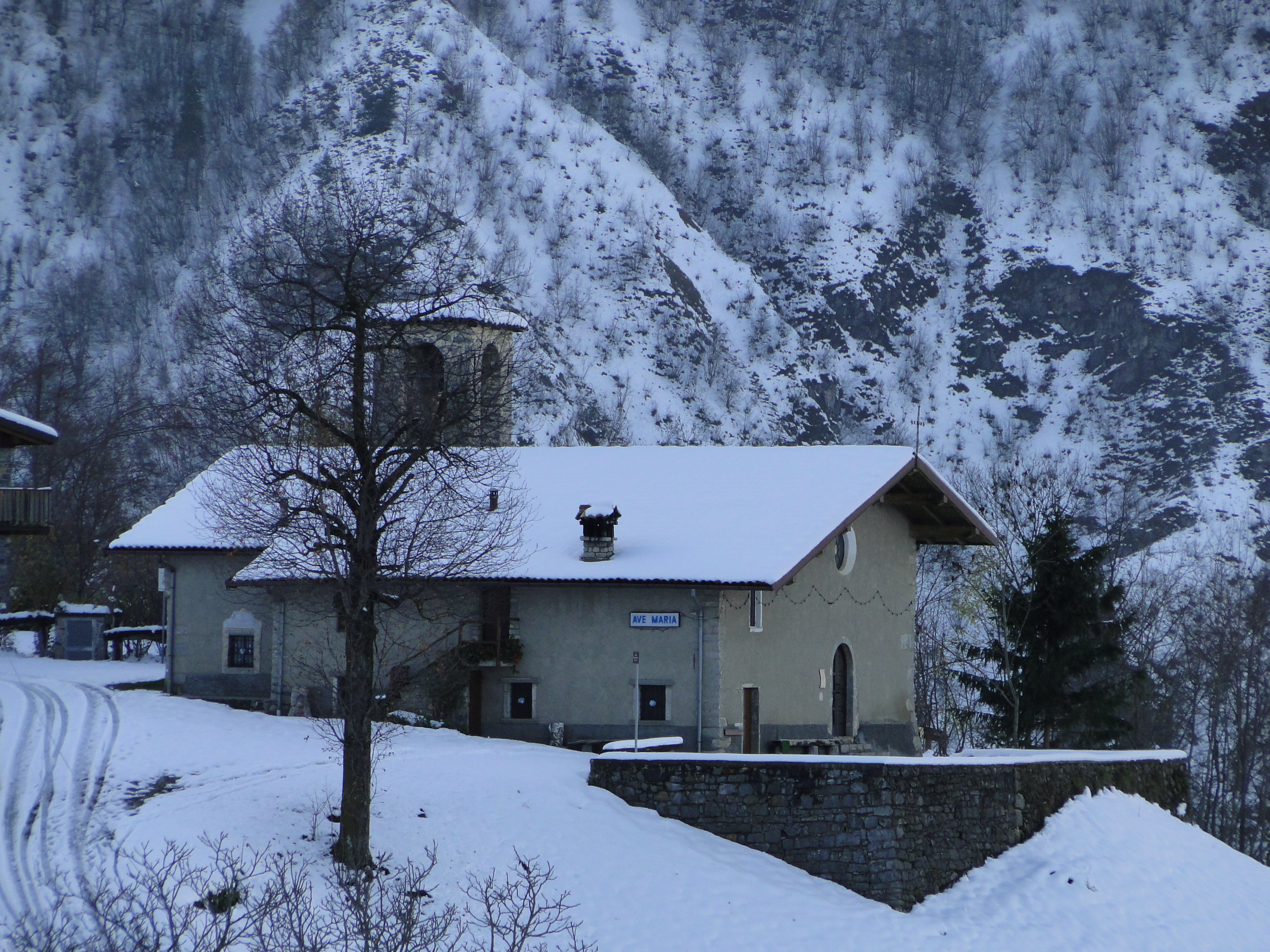
Chiesa della Beata Vergine della Mercede

Barbata era all'inizio solamente un luogo di passaggio per i galeotti che da Bondo si dirigevano nelle miniere. Con il tempo alcune persone cominciarono a stanziarsi sull'altopiano che poi costituirà il comune di Barbata.
Nel XII secolo entrò a far parte della Confederazione de Honio, insieme a Colzate, Vertova, Bondo, Rova, Gazzaniga, Fiorano e Semonte. Questa lega di comuni entrò in conflitto con il Barbarossa assieme alla Lega Lombarda ed era sotto il controllo del prefetto di Bergamo.
Nel 1263 la lega venne abolita e Barbata venne inclusa nei confini comunali di Gorno, posto nella vicina Val del Riso, con cui legò le proprie vicende amministrative fino al 1766, quando venne aggregata ad Oneta. Con l'arrivo della napoleonica Repubblica Cisalpina, si verificò una revisione dei confini, che portarono Barbata a unirsi con Bondo ed acquisire la propria autonomia, assumendo la denominazione di Bondo con Barbata. L'anno successivo il neonato comune allargò i propri confini accorpando anche gli altri borghi montani di Orezzo e Ganda. Quest'unione di quattro nuclei senza continuità territoriale tra loro durò poco, dal momento che già nel 1805 Bondo e Barbata tornarono nelle competenze di Gorno.
Nel Cinquecento fu realizzata la chiesetta che riporta come data il 1571, grazie all'intervento di alcuni Trinitari della Mercede che cercano in qualche modo di istruire la popolazione del borgo.
Con il nuovo cambio di governo, che vide subentrare l'austriaco Regno Lombardo-Veneto alle istituzioni francesi, il borgo nel 1818 venne incluso nei confini di Colzate, comune di cui fa tuttora parte.
Nel 1827 venne definitivamente sciolta la Confederazione de Honio, con Colzate che acquisì formalmente il possesso di tutte le terre collinari e montuose ricoperte dai boschi limitrofi dell'abitato di Barbata.
In quegli anni, all'incirca agli inizi del XIX secolo, il piccolo borgo venne assalito dai lupi e in questo modo gli abitanti cominciarono ad abbandonarlo. I pochi abitanti rimasti si stabilirono nella "nuova Barbata" che si trova sopra quella vecchia, lasciando definitivamente il borgo originario. La vecchia Barbata (che ha preso il nome di "Barbàda de Lét") è stata acquistata dalla famiglia Branchi che ne è la proprietaria. Alle case di Barbata, sotto la chiesetta, sulle finestre sono riportate le date in cui terminò la loro costruzione.
Non avendo la frazione il cimitero, anticamente i defunti durante l'inverno venivano tenuti in una piccola chiesa, poi persa, per essere traslati nel cimitero di Gorno in primavera.
Nel 2024 a Barbata è stato dedicato un inno intitolato Ode a Barbata, con musica di Riccardo Poli e testo di Michele Poli.